# Asarum parviflorum
Asarum parviflorum är en piprankeväxtart som beskrevs av Eduard August von Regel. Asarum parviflorum ingår i släktet hasselörter, och familjen piprankeväxter. Inga underarter finns listade i Catalogue of Life.